# Le Cime
Die Le Cime sind eine Ansammlung von wenigen kleinen Felsgipfeln, die eine freistehende Spitze auf der Hochfläche der Prima Pala di San Lucano in den Pale di San Lucano, einem Teil der Palagruppe in den Dolomiten bilden. Sie liegen im Gebiet der Gemeinde Taibon Agordino in der italienischen Provinz Belluno, die zur italienischen Region Venetien gehört.

## Lage und Umgebung
Die Le Cime fallen zunächst in kleinen Felswänden oder Geröllfeldern zur Hochfläche der Prima Pala ab, mit dessen 2221 m hohen höchstem Punkt im Südosten die Le Cime über eine Einsattelung verbunden sind. Im Nordwesten befindet sich eine weitere Einsattelung, die zu den Cime d' Ambrusogn, die eine ähnliche Gipfelansammlung wie die Le Cime bilden, führt.

## Besteigung
Obwohl sie mit den Pale di San Lucano in einer wenig erschlossenen Berggruppe liegen, sind die Le Cime leicht besteigbar. Von Cencenighe Agordino oder Taibon Agordino aus führt der Sentiero della Besausega, der als Weg Nr. 765, teilweise auch als Weg 764, markiert ist, auf die Hochfläche der Prima Pala, wo sich außerdem die Biwakschachtel Bivacco Bedin als Übernachtungsmöglichkeit bietet. Nun kann man über die Geröllfelder am Fuß der Le Cime zu den Gipfelpunkten aufsteigen.

## Karte
- Kompass Karten, Trentino, Blatt 683, Karte 2, 1:50000